# Saccoglossum lanceolatum
Saccoglossum lanceolatum är en orkidéart som beskrevs av Louis Otho Otto Williams. Saccoglossum lanceolatum ingår i släktet Saccoglossum och familjen orkidéer. Inga underarter finns listade i Catalogue of Life.